# Berra (Riva del Po)
Berra (La Bèra in dialetto ferrarese) è una frazione di 4 743 abitanti del comune di Riva del Po, del quale è sede comunale. Si trova nella provincia di Ferrara in Emilia-Romagna, sulle sponde del Po al confine con il Veneto. Fino al 1º gennaio 2019 ha costituito un comune autonomo e rientra nel territorio dell'Unione Terre e Fiumi.

## Storia
Risulta difficile ricostruire la storia dell'evoluzione del paese situato su territori spesso interessati nel corso dei secoli da numerose deviazioni del Po ma grazie ad alcuni reperti trovati nella località di Cologna è documentata la presenza umana già dalla fine dell'età Romana.
Durante il Medioevo Berra  fu per lo più in territorio Veneto e poi con la Rotta di Ficarolo del 1152 e degli anni successivi, la morfologia del territorio venne notevolmente sconvolta determinandone la separazione dalla sponda veneta.
Assieme a gran parte dell'area attorno entrò in seguito nel territorio del comune di Ferrara e fu consegnato nel 1194 da Enrico VI agli Este che gli avevano garantito (assieme ai comuni del nord) la neutralità durante la sua discesa verso il meridione d'Italia.
Il 27 ottobre 1597, alla morte di Alfonso II d'Este che non aveva lasciato eredi diretti, papa Clemente VIII, con la devoluzione di Ferrara torna sotto il controllo diretto dello Stato Pontificio (precedentemente era feudo pontificio concesso agli Este).
Dopo la parentesi napoleonica ritorna allo Stato Pontificio nel 1816, in seguito alla restaurazione operata dal Congresso di Vienna sin dal 1815.

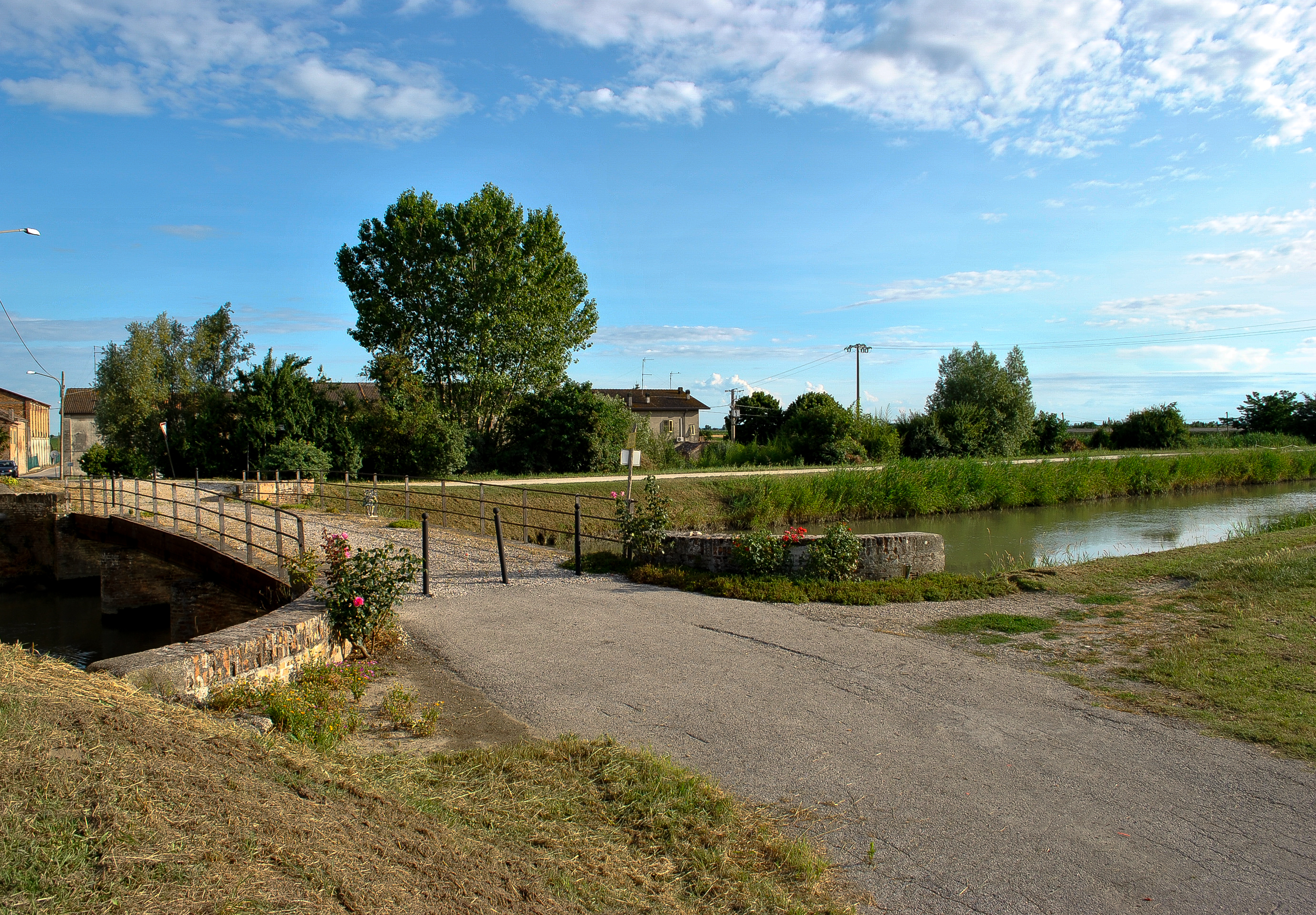
Il ponte di Albersano, teatro dell'eccidio dei braccianti in sciopero da parte dell'esercito il 27 giugno 1901.

Il 27 giugno 1901 presso il ponte di Albersano, durante una manifestazione sindacale indetta dalla locale lega di resistenza i militari, al comando del tenente Lionello De Benedetti, aprirono il fuoco sulla folla. Rimasero uccisi due manifestanti ed altri venti furono feriti. Nel 1909 Berra, fino ad allora parte del comune di Copparo, divenne comune autonomo.
La diocesi di Adria mantenne il controllo giuridico del paese sino ai primi anni del XIX secolo quando la giurisdizione ecclesiastica prima divenne ravennate e poi, nel 1966, entrò nell'arcidiocesi di Ferrara-Comacchio.
Su proposta del Sindaco Eric Zaghini, il Consiglio comunale ha deliberato la fusione del Comune di Berra con il Comune di Ro. La proposta, sottoposta a Referendum, è stata approvata dai cittadini col 53% dei voti, da ciò la soppressione del Comune fissata per il 31 dicembre 2018 e la conseguente decadenza dell'ultimo Consiglio comunale e dell'ultimo Sindaco.

Vecchio stemma comunale

### Simboli
Lo stemma del Comune di Berra si presentava:
Le stelle nello stemma simboleggiavano le tre frazioni di cui si componeva il comune (Berra, Cologna e Serravalle), poste lungo il corso del fiume Po che all'altezza di Serravalle si biforca in Po di Venezia e Po di Goro. La fiaccola simboleggiava la libertà.

## Geografia fisica
Fa parte del Parco regionale del Delta del Po Emilia-Romagna e del Parco interregionale Delta del Po, anche se quest'ultimo non è ancora pienamente operativo.
- Classificazione climatica: la località è compresa nella zona climatica E. GR-G: gradi-giorno 2346.

## Monumenti e luoghi d'interesse

### Architetture religiose

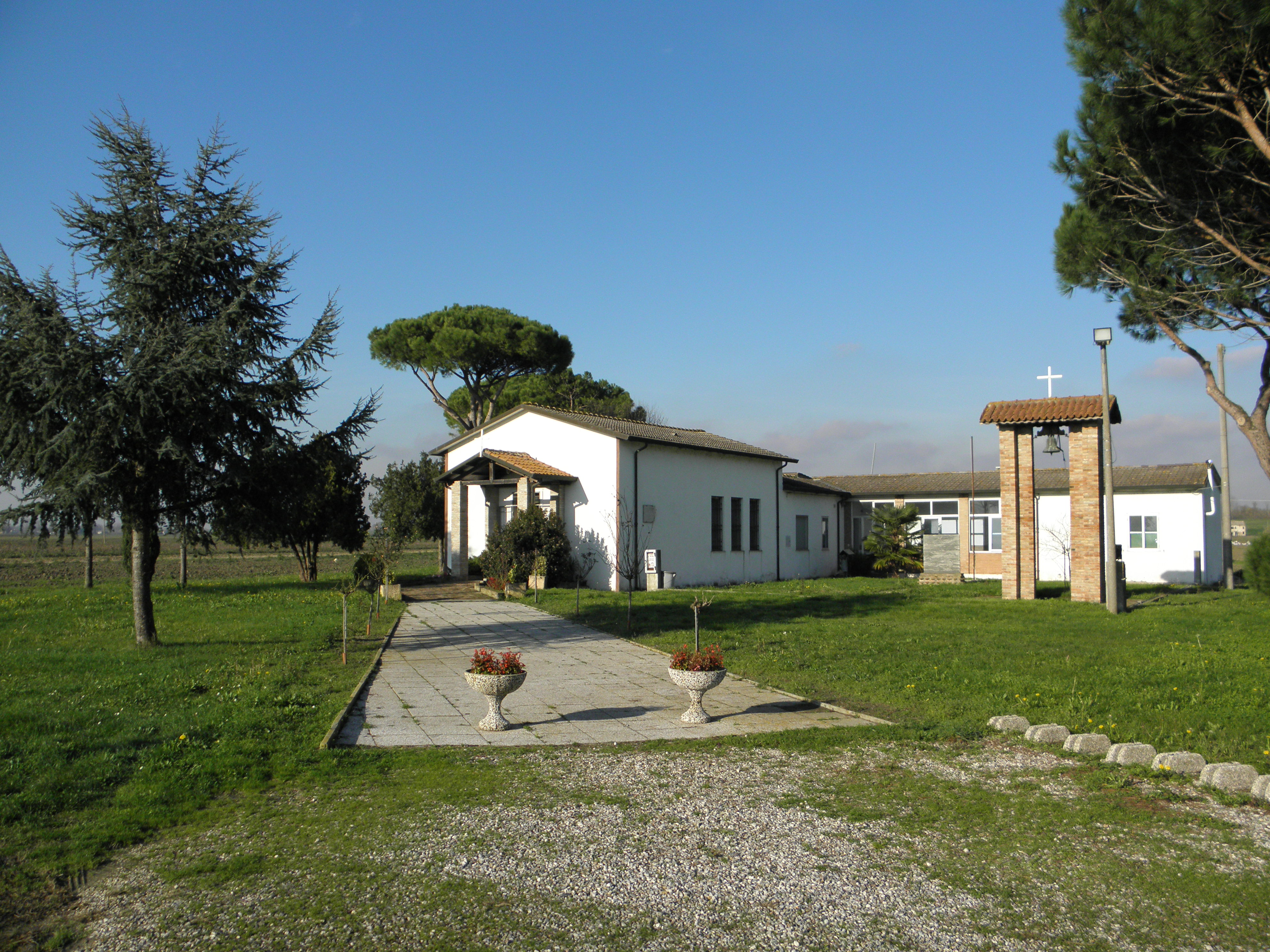
Il santuario della Madonna della Galvana.

Santuario della Madonna della Galvana
A circa 4 km dal centro del paese, sorge un piccolo Santuario dedicato alla Madonna della Galvana.
La tradizione popolare vuole che in zona Galvana, presumibilmente intorno al 1686, dopo la rottura degli argini del fiume Po, venisse visto galleggiare sulle acque che avevano invaso la zona, un quadro raffigurante una Madonna e la Sacra Famiglia con san Giovannino.
Il quadro si fermò fra i rami di una pianta di sambuco. L'immagine dipinta su carta, divenne subito oggetto di devozione. Trasportato il quadro nella chiesa parrocchiale di Santa Maria Assunta a Villanova Marchesana (RO) che allora deteneva la giurisdizione parrocchiale dell'intero territorio berrese, si dice che Essa ritornasse miracolosamente nel luogo del primo rinvenimento. Si incrementò così la devozione, mai affievolitasi nel tempo.
Nel 1803 compare la prima documentazione sicura della presenza del capitello, seguito dalla costruzione di una celletta e successivamente circa nel 1842 di un vero e proprio oratorio. Seguono poi dei lavori di ampliamento della cappella nel 1830.
Nel 1915, un incendio causato dalle numerose lampade votive, causò ingenti danni alla struttura, risparmiando però il dipinto.
Negli anni l'oratorio subì svariati lavori che ne modificarono la struttura e le dimensioni.
Recenti lavori di ristrutturazione a cura della comunità berrese, di un gruppo di volontari e dell'impegno dell'arciprete don Leonardo Bacelle, hanno modificato l'interno e l'esterno del santuario così come oggi lo vediamo.
Ogni cinque anni (l'ultima volta è stato nel 2015) durante il mese di maggio, il dipinto viene ospitato dalle famiglie Berresi, durante le celebrazioni del mese mariano, tutte le sere presso la famiglia ospitante si recita il rosario al cospetto del dipinto, solennemente addobbato e si prosegue in pellegrinaggio verso la famiglia che lo accoglie per la sera successiva. Le celebrazioni si concludono con il pellegrinaggio lungo l'argine del fiume Po al santuario della Galvana, presieduto dall'arcivescovo, dove il quadro viene riposto.

Posizione dell'ex comune di Berra nella provincia di Ferrara.

## Società
- La frazione di Serravalle nel 1676 contava 360 abitanti.
- Al 31 dicembre 1817 tutto il comune contava 1 909 abitanti.
- Nel 1846 i 3 745 abitanti erano così suddivisi: Berra 1 304, Cologna 1 492, Serravalle 949.
- Diventato il nucleo abitato più popoloso, il paese di Serravalle raggiunse un massimo di 4 165 abitanti nel 1958.
- Le 3 frazioni geografiche hanno approssimativamente la seguente estensione: Berra 15,74 km², Cologna 22,87 km², Serravalle 30,00 km².
- La frazione ha un'importante tradizione di tiro con l'arco, in particolare nell'arco compound, cui si riporta anche l'ottenimento di un bronzo per la nazionale italiana nella specialità nel 2021.[12]

### Evoluzione demografica
Abitanti censiti

## Economia
Berra è produttore storico di bocce da gioco.

## Infrastrutture e trasporti
Il paese è attraversato dal percorso ciclabile Destra Po, che si snoda per circa 120 chilometri in lunghezza tra i paesi del comune di Riva del Po.

## Manifestazioni
Dal 2002 il paese è sede della Fiera Mondiale della Zanzara, festa tipicamente svolta in agosto.
Quest'ultima è normalmente svolta subito dopo il patrono comunale, nella cosiddetta Sagra di San Rocco.
{{}}== Amministrazione ==
Di seguito è presentata una tabella relativa alle amministrazioni che si sono succedute in questo comune.